# Міхельсон Володимир Олександрович
Володимир Олександрович Міхельсон (18 (30) червня 1860, Тульчин, Подільської губернії (нині Вінницької області) — 27 лютого 1925) — російський фізик і геофізик, метеоролог, один з основоположників вітчизняної актинометрії, професор. Учень О. Г. Столєтова.
По закінченні курсу на фізико-математичному факультеті московського університету в 1883 р., був залишений при ньому, а в 1886 р. зарахований приват-доцентом. У 1887 р. відряджений за кордон. Здобувши ступінь доктора фізики в 1894 р., призначений професором Московського сільськогосподарського інституту по кафедрі фізики і метеорології. З 1895-1897 р. Міхельсон організував «Середньоруську сільськогосподарсько-метеорологічну мережу», але в 1898 р. за неасигнуванням обіцяних коштів від ведення її відмовився. З 1895 р. редагував «Спостереження Метеорологічної обсерваторії Московського сільськогосподарського інституту».
Міхельсон першим застосував метод и статистичної фізики для визначення функції розподілу енергії в спектр випромінювання абсолютно чорного тіла. Узагальнив ефект Доплера на випадок, коли світло проходить через середовище із змінним показником заломлення. Встановив залежність швидкості розповсюдження фронту займання від складу горючої газової суміші. Заклав основи теорії вибухового горіння і розвинув теорію горіння газової суміші в пальнику Р. Бунзен. Міхельсон — один з основоположників вітчизняної Актинометр. Створив ряд актинометричних приладів (льодяний піргеліометр, біметалічний Актинометр та ін). Займався також питаннями застосування метеорології в сільському господарстві.

## Твори
- «Досвід теоретичного пояснення розподілу енергії в спектрі твердого тіла» (Санкт-Петербург, Париж і Лондон, 1887);
- «Про нормальну швидкість займання гримучих газових сумішей» (M., 1890, дисертація);
- «Про різноманітті механічні теорії фізичних явищ» (Санкт-Петербург, 1891);
- «Про застосування крижаного калориметра в актинометрії» (Санкт-Петербург, 1894);
- «Фізика перед судом минулого і перед запитами майбутнього» (М. і Варшава, 1901);
- «Нариси з спектральному аналізу» (Варшава, 1901);
- «Огляд новітніх досліджень з термодинаміки променистої енергії» (Санкт-Петербург, 1902).